# Stádlec
Stádlec é uma comuna checa localizada na região da Boêmia do Sul, distrito de Tábor.